# Maria Wens
Maria Wens (1919-1988) werd in 1970 docente in de orthopedagogiek aan de Universiteit Gent. Als student van Rene Nyssen volgde ze hem als bestuurder naar de de Stichting van Remi Quadens, gekend als Openluchtschool Vrij en Vrolijk. Onder haar studenten bevond zich Paul Verhaeghe als de eerste lichting orthopedagogen in 67-68.
Ze was Grootofficier in de Orde van Leopold II.

## Voetnoten
1. ↑  interview Paul verhaeghe. Paperke.
2. ↑  Broeckaert, Eric, Een kleine geschiedenis van de grote vakgroep orthopedagogiek.